# Himi

Himi (氷見市 Himi-shi?) este un municipiu din Japonia, prefectura Toyama.